# Circuit d'Albi
El circuit d'Albi és un circuit de curses de 3,565 km de longitud situat a Lo Sequèstre, prop d'Albi, a uns 80 km al nord-est de Tolosa de Llenguadoc. Creat per a substituir el proper circuit urbà de Les Planques, el circuit d'Albi es va començar a construir el 1960 i es va inaugurar el 1962. Ha estat seu de curses del Campionat de França FFSA GT (Gran Turisme) els anys 1997, 2002, 2004 a 2011 i 2020 a 2022.
Com a curiositat, comparteix els seus terrenys amb un aeroport actiu al seu interior, l'Aérodrome d'Albi - Le Sequestre.